# Christoffer Theis
Christoffer Theis (* 1984) ist ein deutscher Ägyptologe und Altorientalist.

## Leben
Christoffer Theis studierte von 2003 bis 2008 an den Universitäten Göttingen und Birmingham Ägyptologie und Altorientalistik mit integrierter vorderasiatischer Archäologie. In Göttingen erwarb er mit einer Arbeit zum altägyptischen Bestattungsritual den Magister Artium. Zwischen 2009 und 2013 promovierte er an der Universität Heidelberg zum Thema „Magie und Raum“ bei Joachim Friedrich Quack. Ebenfalls schloss er 2013 sein Zweitstudium in Evangelischer Theologie mit dem Master of Arts mit einer Arbeit zur Todesstrafe im Alten Testament ab. An der Universität Heidelberg legte Theis 2018 das Erste Staatsexamen für das Lehramt für Gymnasien in den Fächern Geschichte und Religion ab; das Zweite Staatsexamen erfolgte im Jahr 2020 beim Freistaat Sachsen. Im Jahr 2022 schloss Theis seine Habilitation an der Universität München mit einer Arbeit über die polymorphe altägyptische Gottheit Bes ab.
Christoffer Theis war zwischen 2012 und 2015 Mitarbeiter im Sonderforschungsbereich 933 „Materiale Textkulturen“ an der Universität Heidelberg. Hiernach leitete er zwischen 2015 und 2017 das Projekt „A Synopsis of the Pyramid Texts“, das durch die Deutsche Forschungsgemeinschaft gefördert wurde. Seit 2018 leitet er das Projekt „Altägyptische Lehnwörter in altorientalischen Sprachen und dem Griechischen“, das durch die Fritz Thyssen Stiftung gefördert wird und seit 2020 an der Universität Leipzig angesiedelt ist.
Seine Forschungsschwerpunkte sind die altägyptische Religion, Rituale und Magie im diachronen Vergleich sowie Kulturkontakte und die Bibel im Kontext ihrer altorientalischen Umwelt. Theis ist seit 2020 Mitglied in der Jungen Akademie der Akademie der Wissenschaften und der Literatur in Mainz.

## Auszeichnungen
(Quelle: )
- 2014: Zacharias-Ursinus-Preis, Seminararbeitspreis des Fördervereins der Theologischen Fakultät der Universität Heidelberg
- 2015: Anerkennung der Stiftung für Ägyptologie – Stiftung für Rechtsgeschichte, München
- 2015: John William Wevers Prize in Septuagint Studies der International Organization for Septuagint and Cognate Studies
- 2017: Karl-Julius-Meyer-Preis
- 2017: Forschungspreis der Deutschen Morgenländischen Gesellschaft
- 2018: Heinrich Bornkamm-Preis des Evangelischen Bundes, Sektion Baden
- 2019: Anerkennung als einer der zehn besten Nachwuchswissenschaftler Deutschlands im Rahmen der Ausschreibung „Nachwuchswissenschaftler/in des Jahres 2018“ durch academics.de

## Schriften (Auswahl)
(Quelle: )
- Deine Seele zum Himmel, dein Leichnam zur Erde. Zur idealtypischen Rekonstruktion eines altägyptischen Bestattungsrituals (= Studien zur Altägyptischen Kultur Beiheft 12). Hamburg 2011 (zugleich Magisterarbeit, Universität Göttingen 2008).
- Corpus Pyramidum Aegyptiacarum (= Göttinger Miszellen Beiheft 9). Göttingen 2011.
- Magie und Raum. Der magische Schutz ausgewählter Räume im alten Ägypten nebst einem Vergleich zu angrenzenden Kulturbereichen (= Orientalische Religionen in der Antike. Band 13). Tübingen 2014 (zugleich Dissertation, Universität Heidelberg 2013).
- Mehrköpfige Wesen in der Bibel und im syrisch-palästinischen Raum (= Ägypten und Altes Testament. Band 115). Münster 2022.
- mit Sarah Kiyanrad, Laura Willer (Hrsg.): Bild und Schrift auf ›magischen‹ Artefakten (= Materiale Textkulturen.Band 19). Berlin/Boston 2018.
- mit Wilfried Keil, Sarah Kiyanrad, Laura Willer (Hrsg.): Zeichentragende Artefakte im sakralen Raum. Zwischen Präsenz und UnSichtbarkeit (= Materiale Textkulturen. Band 20). Berlin/Boston 2018.
- mit Paolo Vitellozzi (Hrsg.): Textual Amulets from Antiquity to Early Modern Times. The Shape of Words (Bloomsbury Studies in Material Religion.) London / New York / Dublin 2023.